# Come What(ever) May
Come What(ever) May ist das zweite Studioalbum der US-amerikanischen Rockband Stone Sour.

## Entstehungsgeschichte
Noch während der Tour zu Slipknots drittem Studioalbum Vol. 3: (The Subliminal Verses) ließ Sänger Corey Taylor verlauten, dass Stone Sour mit einem zweiten Album zurückkehren würden. Die Arbeiten begannen im Januar 2006. Als Produzent wurde Nick Raskulinecz bestätigt.
Kurz vor den Aufnahmen verließ Schlagzeuger Joel Ekman die Band. Er wollte seinem Sohn beistehen, bei dem ein Gliom diagnostiziert worden war. Sein Nachfolger wurde der ehemalige Soulfly-Schlagzeuger Roy Mayorga. Das Album wurde im Studio 606 aufgenommen, welches sich in Besitz von Foo-Fighters-Sänger Dave Grohl befindet. Während die meisten Songs auf dem gleichnamigen Debüt-Album noch von Josh Rand und Corey Taylor geschrieben worden waren, wurden dieses Mal alle Mitglieder als Songschreiber angeführt.
Als erste Single wurde 30/30-150 ausgekoppelt. Der Song war 2007 für einen Grammy Award in der Kategorie Best Metal Performance nominiert. Der Preis ging jedoch an Slayer für Eyes of the Insane. Single Nr. 2 wurde Through Glass, die bis heute der einzige Song ist, der es in die deutschen Single-Charts schaffte (Platz 95). Als weitere Singles wurden Sillyworld, Made of Scars und Zzyzx Rd. ausgekoppelt. Zu allen Singles mit Ausnahme von Zzyzx Rd. wurden auch Musikvideos produziert. Reborn wurde nicht als Single ausgekoppelt, dennoch gab es zu dem Song ein Musikvideo. Ein Video zu Zzyzx Rd. wurde nachträglich, zum zehnten Geburtstag des Albums, im Dezember 2016 auf YouTube veröffentlicht.

## Gastmusiker
- Shannon Larkin (Godsmack): Schlagzeug auf 30/30-150
- Rami Jaffee: Piano auf Zzyzx Rd.

## Trackliste
2007 wurde eine Special Edition veröffentlicht, die neben sieben Bonustracks eine DVD enthält. Auf der DVD befindet sich ein Konzert, welches am 18. Oktober 2006 in Moskau aufgenommen wurde, sowie sämtliche Musikvideos zu Come What(ever) May.
| #  | Titel                   | Länge | Anmerkung                                                                         |
| -- | ----------------------- | ----- | --------------------------------------------------------------------------------- |
| 1  | 30/30-150               | 4:18  | Erste Single                                                                      |
| 2  | Come What(ever) May     | 3:39  |                                                                                   |
| 3  | Hell & Consequences     | 3:31  |                                                                                   |
| 4  | Sillyworld              | 4:08  | Dritte Single                                                                     |
| 5  | Made of Scars           | 3:25  | Vierte Single                                                                     |
| 6  | Reborn                  | 3:13  |                                                                                   |
| 7  | Your God                | 4:43  |                                                                                   |
| 8  | Through Glass           | 4:43  | Zweite Single                                                                     |
| 9  | Socio                   | 3:20  |                                                                                   |
| 10 | 1st Person              | 4:01  |                                                                                   |
| 11 | Cardiff                 | 4:42  |                                                                                   |
| 12 | Zzyzx Rd.               | 5:16  | Fünfte und letzte Single                                                          |
| 13 | Zzyzx Rd. (Pop Version) | 3:59  | Nur auf Special Edition, auf der iTunes-Deluxe-Version durch das Original ersetzt |
| 14 | Suffer                  | 3:42  | Nur auf Special Edition                                                           |
| 15 | Fruitcake               | 4:00  | Nur auf Special Edition                                                           |
| 16 | The Day I Let Go        | 5:05  | Nur auf Special Edition, mit James Root am Schlagzeug                             |
| 17 | Freeze Dry Seal         | 2:43  | Nur auf Special Edition                                                           |
| 18 | Wicked Game             | 4:24  | Nur auf Special Edition, Chris-Isaak-Cover                                        |
| 19 | The Frozen              | 3:04  | Nur auf Special Edition, Spoken Word                                              |

## Rezeption
In Rock Hard schrieb Wolf-Rüdiger Mühlmann, dass Stone Sour selbstbewusst durch verschiedene Stilrichtungen gehen und dem Hörer eine potenzielle Single nach der anderen „um die Tüten“ hauen würden. Er prognostizierte auch, dass weltweit Verkäufe in Millionenhöhe so gut wie sicher wären. Er vergab acht von zehn Punkten. Außerdem wurde es zum Album des Monats ernannt. Auch bei Metal Hammer wurde Come What(ever) May Album des Monats. Rückblickend auf das Jahr 2006 wurde es außerdem zum Album des Jahres gekürt.
Andi Althoff von metal1.info meinte, dass Stone Sour mit diesem Album viele neue Fans dazugewonnen haben, aber auch die alten Fans keinen Anlass zur Beschwerde haben dürften. Vor allem lobte er Taylors vielschichtiges Stimmbild. Er vergab neun von zehn möglichen Punkten. Michael Edele von laut.de äußerte, dass einige Stücke für Slipknot-Fans, die sogenannten „Maggots“, nichts taugen würden und riet diesen vom Kauf des Albums ab. Trotzdem meinte er, dass Taylor den Songs seinen ganz eigenem Charme verpasst hätte, was er ihm gar nicht zutraute. Er vergab deshalb vier von fünf Sternen.

## Kommerzieller Erfolg

### Chartplatzierungen
| ChartsChartplatzierungen       | Höchstplatzierung | Wochen |
| ------------------------------ | ----------------- | ------ |
| Deutschland (GfK)              | 18 (6 Wo.)        | 6      |
| Österreich (Ö3)                | 13 (8 Wo.)        | 8      |
| Schweiz (IFPI)                 | 25 (5 Wo.)        | 5      |
| Vereinigte Staaten (Billboard) | 4 (38 Wo.)        | 38     |
| Vereinigtes Königreich (OCC)   | 41 (2 Wo.)        | 2      |

| ChartsJahrescharts (2006)      | Platzierung |
| ------------------------------ | ----------- |
| Vereinigte Staaten (Billboard) | 189         |

### Auszeichnungen für Musikverkäufe
2006 wurde das Album in den USA und Kanada jeweils mit einer Goldenen Schallplatte ausgezeichnet. 2010 erhielt das Album in Großbritannien eine Goldene Schallplatte. In den USA folgte 2017 die Aufstufung auf Platin.
| Land/Region                  | Auszeichnungen für Musikverkäufe (Land/Region, Auszeichnung, Verkäufe) | Verkäufe  |
| ---------------------------- | ---------------------------------------------------------------------- | --------- |
| Australien (ARIA)            | Gold                                                                   | 35.000    |
| Kanada (MC)                  | Platin                                                                 | 100.000   |
| Neuseeland (RMNZ)            | Gold                                                                   | 7.500     |
| Vereinigte Staaten (RIAA)    | Platin                                                                 | 1.000.000 |
| Vereinigtes Königreich (BPI) | Gold                                                                   | 100.000   |
| Insgesamt                    | 3× Gold · 2× Platin ·                                                  | 1.242.500 |